# Mnesictena marmarina
Mnesictena marmarina is een vlinder uit de familie van de grasmotten (Crambidae). De wetenschappelijke naam van de soort is voor het eerst gepubliceerd in 1884 door Edward Meyrick.
Deze soort komt voor in Nieuw-Zeeland.